# Rory Storm
Alan Ernest Caldwell (Liverpool, 7 de janeiro de 1938 – Liverpool, 28 de setembro de 1972), mais conhecido como Rory Storm, foi um músico e vocalista britânico. Storm foi o vocalista e líder da Rory Storm and the Hurricanes, uma banda de Liverpool contemporânea dos Beatles na década de 1950 e início da década de 1960. Ringo Starr era o baterista dos Hurricanes antes de ir para os Beatles em agosto de 1962, substituindo Pete Best.
Os Hurricanes foram um dos mais populares representantes das cenas de Liverpool e Hamburgo durante sua existência, apesar de suas tentativas de gravar discos não tenham tido êxito. Eles lançaram apenas dois singles (e uma compilação de faixas adicional) durante o auge da década de 1960, e nenhum de seus materiais chegou às paradas. O seu segundo e último single foi uma versão da música "America", produzida pelo empresário dos Beatles, Brian Epstein.
Quando o pai de Storm morreu, ele retornou de Amsterdã para Liverpool para ficar com sua mãe na Stormsville, na 54 Broad Green Road, Broadgreen, Liverpool. Em 27 de setembro de 1972, Storm desenvolveu uma infecção respiratória e não conseguia dormir bem, tendo tomado pílulas para dormir. No dia seguinte, Storm e sua mãe foram encontrados mortos. A autópsia revelou que Storm tinha álcool e pílulas para dormir em seu sangue (assim como sua mãe) mas não o suficiente para causar sua morte, que foi considerada overdose acidental. Acredita-se que, após encontrar o corpo de seu filho, sua mãe teria cometido suicídio.

## Primeiros anos

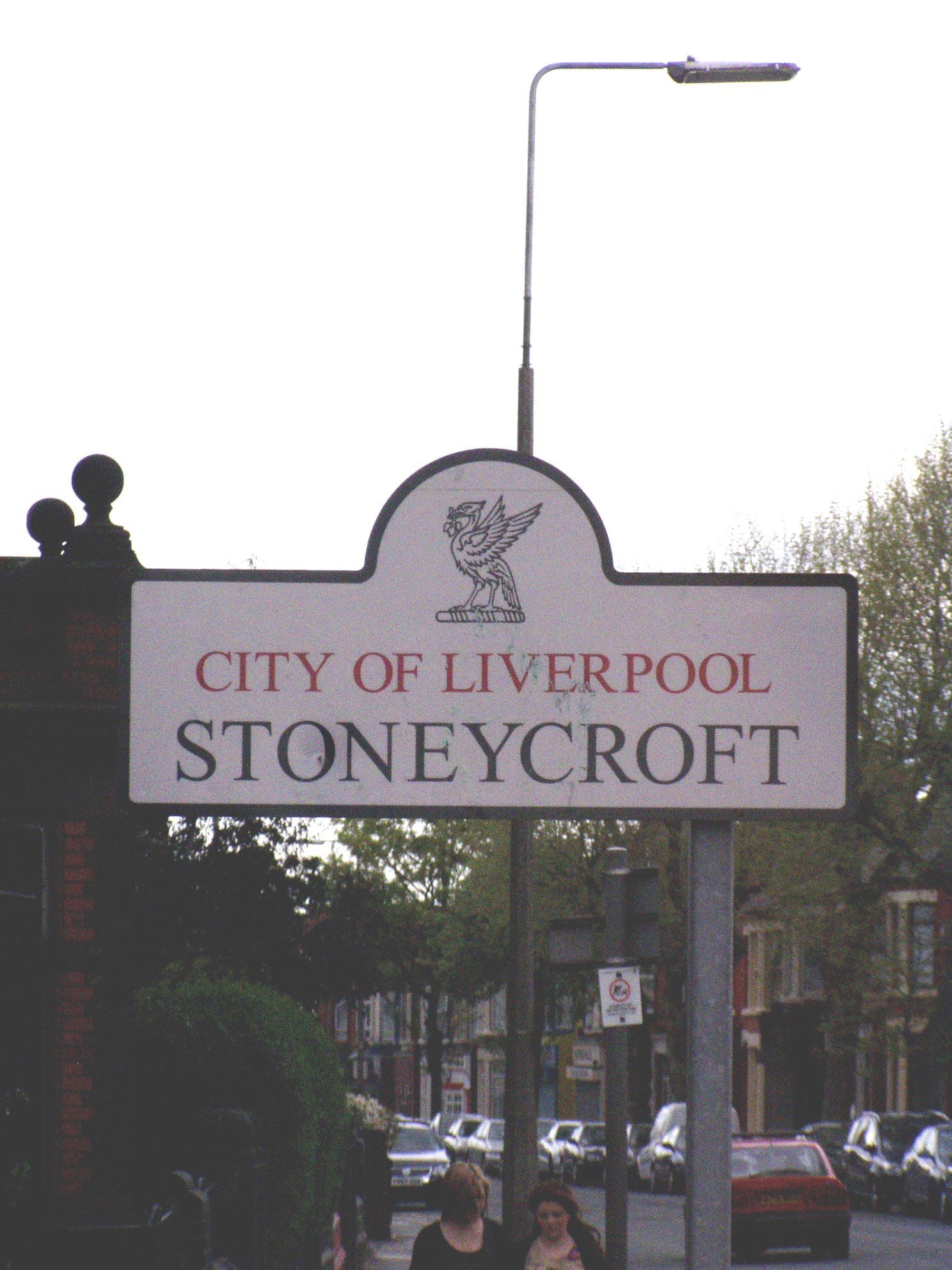
Rory nasceu no distrito de Stoneycroft, localizado na cidade de Liverpool, Inglaterra

Rory Storm era o nome artístico de Alan Caldwell, nascido em 7 de janeiro de 1938, em Oakhill Park Estate, Stoneycroft, Liverpool, filho de Violet Disley e Ernest "Ernie" George W. Caldwell. Seu pai era um limpador de janelas por profissão e porteiro de meio período no Broadgreen Hospital, muitas vezes cantando músicas para os pacientes. Storm tinha uma irmã, Iris Caldwell, que namorou George Harrison quando ela tinha doze anos e com Paul McCartney, quando ela tinha dezessete anos. Iris casou-se com Shane Fenton, mais conhecido como Alvin Stardust. Além da música, Storm era interessado em esportes, particularmente atléticos; ele correu por um time amador em Liverpool chamado Pembroke Harriers e estabeleceu o recorde de corrida de obstáculos do Pembroke Athletics and Cycle Club. Ao invés de dirigir até sua casa depois dos concertos em Liverpool, Storm preferia ir correndo.
Storm jogava futebol regularmente e era um bom skater e nadador (uma vez nadando a extensão de 12,5 milhas de Windermere). O Liverpool F.C. costumava treinar em Melwood e ele foi vê-los em treinamento, depois colocando uma grande foto de si mesmo treinando com a equipe em sua parede em casa. Ele era o capitão do time de futebol da revista Mersey Beat, chamado Mersey Beat XI. Storm nasceu com disfemia (um impedimento de fala), o que não afetou seu canto. Por conta da disfemia de Storm, seus amigos nunca permitiram que ele contasse uma piada ou pedisse uma rodada de bebidas, já que demorava muito. Ele foi vendedor de algodão (assim como Jim McCartney, pai de Paul McCartney) antes de formar um grupo de skiffle.

## Música
O primeiro grupo de Storm se chamava "Dracula & the Werewolves", mas foi mudado para "Al Caldwell's Texans". Ainda conhecido como Alan Caldwell, Storm abriu o Morgue Skiffle Club em Broadgreen, em 13 de março de 1958.  Consistia de duas salas, pintadas de preto e conectadas por um longo corredor, com esqueletos pintados nas paredes e uma luz azul. Grupos tocavam nas terças e quintas para mais de 100 pessoas (acima de 15 anos) começando às 19h00, incluindo o grupo de Storm (depois chamado "The Raving Texans") e The Quarrymen (que veio a torna-se "The Beatles"). A polícia fechou o clube em 1 de abril de 1958, mas Storm o reabriu em 22 de abril de 1958. Foi no clube Morgue Skiffle que George Harrison fez uma audição para o Quarrymen, tocando "Guitar Boogie Shuffle" de Bert Weedon, sendo admitido como um membro da banda. Paul McCartney afirmou que George Harrison fez um teste para John Lennon em um ônibus, tocando "Raunchy". Harrison mais tarde perguntou a Storm se ele poderia se juntar ao seu grupo, mas a mãe de Storm se recusou a permitir, já que ela achava que Harrison era muito jovem.
Storm foi para Londres em 11 de abril de 1958 para participar em uma corrida de cross country. Durante sua passagem, foi a uma jam session no Chas McDevitt's Skiffle Cellar, que resultou em uma aparição em 30 de abril de 1958 na Rádio Luxembourg no programa de skiffle, tocando "Midnight Special". Em 1959, o grupo de Storm consistia em ele mesmo, Paul Murphy e Johnny "Guitar" Byrne todos tocando guitarra e vocais, Reg Hale (tábua de lavar) e Jeff Truman (baixo). "Spud" Ward, um membro da The Swinging Blue Jeans, depois tocou baixo. Storm encontrou Ringo Starr em um concurso de talentos chamado "6.5 Special". Starr havia tocado com The Eddie Clayton Skiffle Group e tocava em um grupo chamado "Darktown Skiffle". O primeiro concerto de Starr com Storm foi em 25 de março de 1959, no Mardi Gras em Mount Pleasant, Liverpool.

### Rory Storm and The Hurricanes

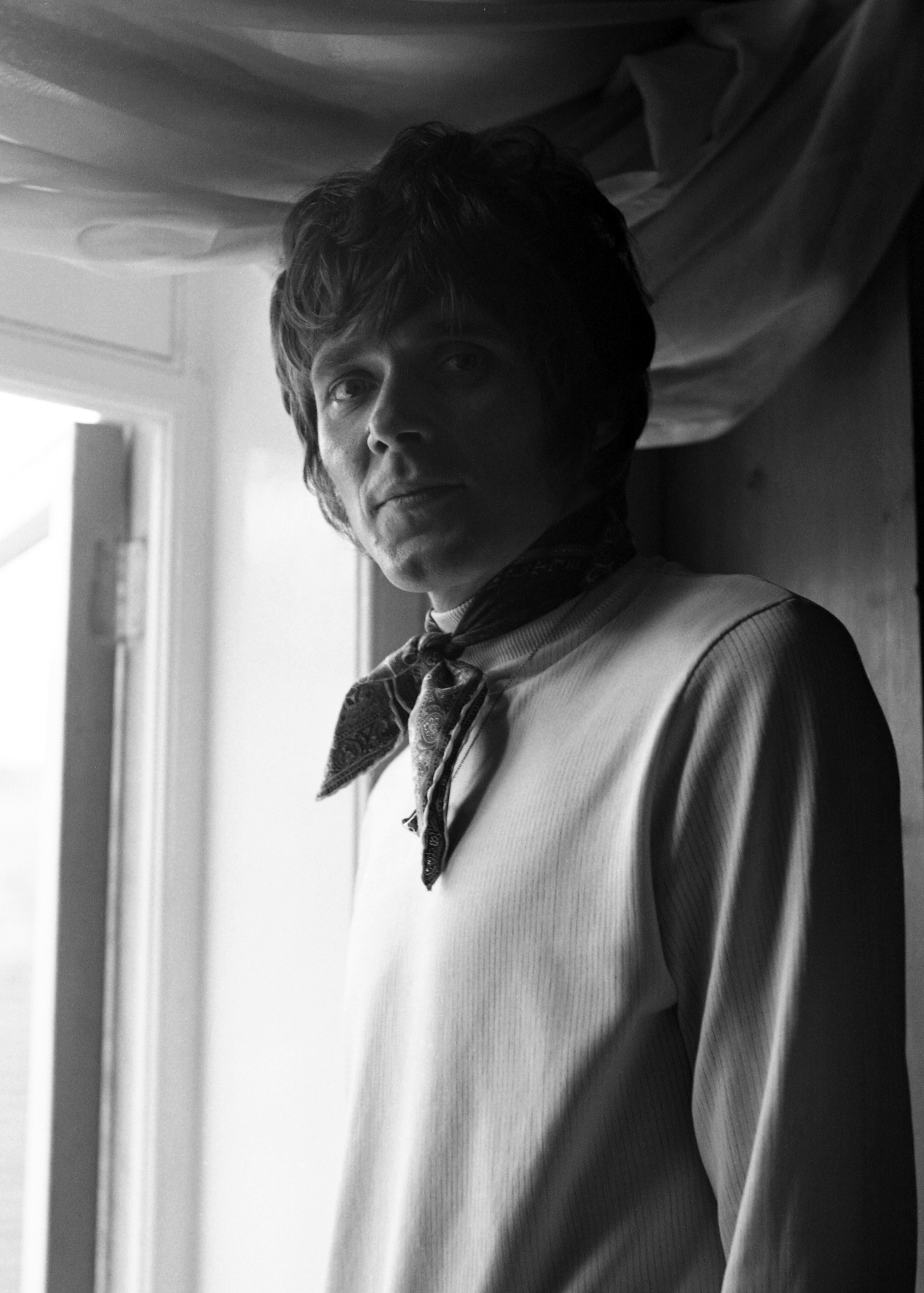
Os Hurricanes fizeram audições para o grupo de apoio do músico Billy Fury (foto)

Storm mudou o nome do seu grupo para "Al Storm and the Hurricanes", depois "Jett Storm and the Hurricanes" e finalmente para "Rory Storm and the Hurricanes". A formação original era Storm, Byrne, Ty Brian, Lu Walters, e Ritchie Starkey (bateria). Storm and the Hurricanes entrou para uma competição gerenciada por Carrol Levis chamada "Search for Stars" no Liverpool Empire Theatre em 11 de outubro de 1959, chegando ao segundo lugar. A formação dos Hurricanes finalmente se solidificou com Storm (vocais), Byrne (guitarra rítmica), Ty Charles O’Brien (guitarra líder), Walters (baixo/vocais) e Ringo Starr. O grupo tocou no Cavern Club com The Cy Laurie Jazz Band no domingo 2 de janeiro de 1960 e uma semana depois ajudou a Saints Jazz Band e Terry Lightfoot's New Orleans Jazz Band. Tocar rock 'n' roll foi um problema no clube, não sendo aceito pelos gerenciadores. Quando os Hurricanes se apresentaram no dia 17 de janeiro de 1960, com a Micky Ashman's Jazz Band e o Swinging Blue Jeans, sua primeira música foi "Cumberland Gap" (uma canção skiffle) de Lonnie Donegan. Tocaram "Whole Lotta Shakin 'Goin On", de Jerry Lee Lewis. O público de jazz e skiffle ficou indignado, vaiou e jogou moedas no grupo. O gerente do Cavern, Ray McFall, multou-os em seis xelins, mas as moedas coletadas no chão do palco valeram mais do que a multa.
Storm and the Hurricanes se apresentaram no Liverpool Stadium em 3 de maio de 1960, junto a Gene Vincent. Larry Parnes ficou interessado nos Hurricanes e convidou-os para uma audição no Wyvern Club como um grupo de apoio para Billy Fury. Storm apareceu na audição, mas só para poder tirar uma foto com Fury. Em julho de 1960, o grupo garantiu uma residência no acampamento de férias Butlins em Pwllheli (tocando no Rock 'n' Calypso Ballroom) por 25 libras cada por semana. Starr não estava certo sobre deixar seu trabalho como um aprendiz no Henry Hunt's, onde ele fazia quadros para escolas, até Storm apresentar a ideia de "Starr-time" com Starr cantando músicas como "Boys" de The Shirelles. Starr finalmente concordou quando Storm falou sobre a quantidade de mulheres que estavam "disponíveis". Foi durante essa temporada que Starr (que era conhecido como "Ritchie" até então) mudou seu nome para "Ringo".

### Hamburgo

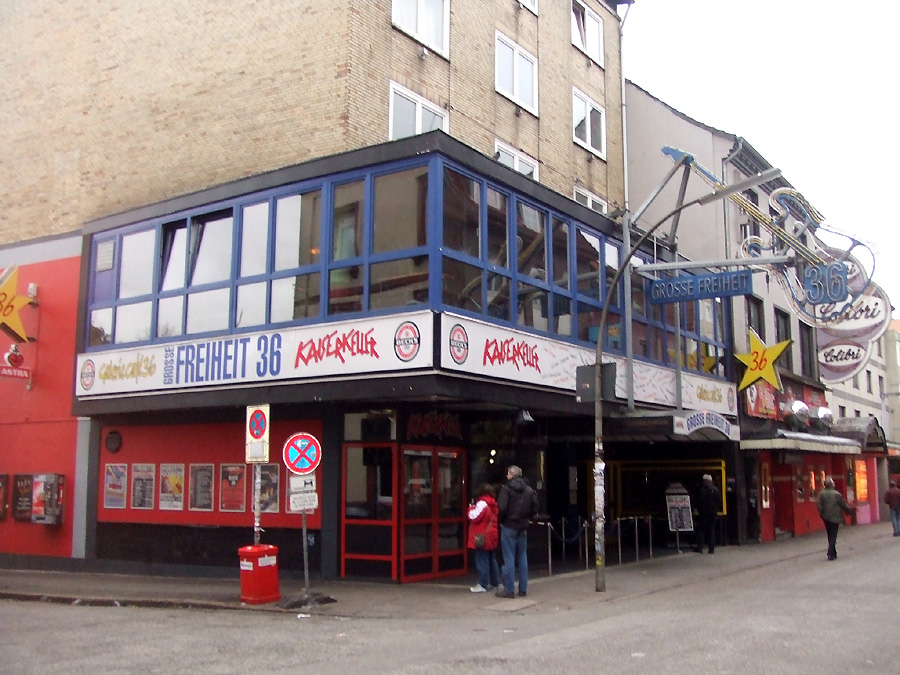
O Kaiserkeller, onde os Hurricanes apresentaram-se em Hamburgo

Depois de tocar por mais de 16 horas por semana, o grupo foi contatado por Allan Williams, que queria que eles fossem para Hamburgo. Derry and the Seniors faziam sucesso ali e Williams queria um grupo adicional. Como Storm e o grupo estavam comprometidos com Butlins, eles recusaram a oferta de Williams (assim como Gerry & The Pacemakers) então Williams levou os Beatles para Hamburgo instantaneamente. Após o término da temporada de verão, no início de outubro de 1960, Rory Storm and The Hurricanes estavam livres para viajar a Hamburgo, substituindo Derry and The Seniors no Kaiserkeller. Eles chegaram a Hamburgo em 1 de outubro de 1960, tendo negociado um cachê maior que The Seniors ou The Beatles. Eles tocavam por cinco ou seis segmentos de 90 minutos todos os dias, alternando-se com The Beatles. Rory Storm and The Hurricanes mais tarde foram presenteados com um certificado especial por Bruno Koschmider por suas apresentações. O palco no Kaiserkeller era feito de tábuas de madeira sustentadas por engradados de cerveja, de modo que os dois grupos apostaram para ver quem seria o primeiro a quebrá-lo. Após numerosas tentativas por vários dias, uma pequena rachadura apareceu, e quando Storm pulou do topo de um piano, o palco finalmente quebrou. Byrne lembra-se que quando Storm atingiu o palco, este rachou estrepitosamente e formou um "V" em torno de Storm. Ele desapareceu dentro do buraco, enquanto todos os amplificadores e os címbalos do baterista Ringo Starr caíram junto dentro do buraco. Koschmider ficou furioso e teve de substituir a música ao vivo por uma jukebox. Os dois grupos atravessaram a rua para ir ao Harold's Cafe para o café da manhã, mas foram seguidos pelos porteiros de Koschmider que, munidos de cassetetes, bateram nos músicos como punição.
Durante suas oito semanas de trabalho, Williams arranjou uma sessão de gravação no Akoustik Studio, que era uma pequena cabine no quinto andar da 57 the Klockmann-House na sexta-feira, 18 de outubro de 1960. Williams pediu para John Lennon, Paul McCartney e Harrison dos Beatles para tocar e cantar harmonias para Walters (dos Hurricanes) nas gravações. Pete Best (o baterista dos Beatles à época) estava comprando baquetas, então Starr tocou bateria. Foi a primeira vez que a clássica formação dos Beatles de Lennon, McCartney, Harrison e Starr gravaram juntos. Eles gravaram três músicas: "Fever", "September Song" e "Summertime".

### Liverpool

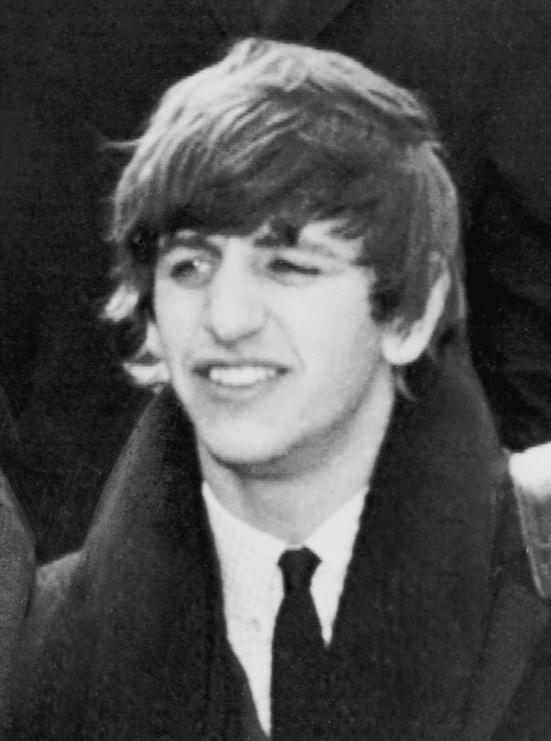
Ringo Starr esteve nos Hurricanes entre 1959 e 1962

Storm and the Hurricanes foram o principal grupo no primeiro "Beat Night", no Orrell Park Ballroom, em março de 1961. Eles foram também convidados para uma temporada no acampamento de Butlins em Skegness, Lincolnshire. Sam Leach (um promotor de Liverpool) arranjou uma série de noites de dança no Palais Ballroom em Aldershot, começando em 9 de dezembro de 1961. O primeiro sábado contou com os Beatles, mas o jornal local esqueceu de publicar o anúncio, apenas 18 pessoas compareceram. O segundo sábado foi preparado para a Rory Storm and the Hurricanes para apresentar, e dessa vez com o anúncio, 210 pessoas pagaram para entrar. A ideia de Leach era atrair agentes de Londres para assistir uma série de concertos, mas quando ele percebeu que eles nunca viajariam de Londres, ele abandonou a ideia.
Starr considerou deixar Storm nessa época para entrar na Derry and the Seniors, mas aceitou um trabalho com Tony Sheridan no Top Ten Club em 30 de dezembro de 1961, como a oferta de Sheridan envolvia muito dinheiro, um apartamento e um carro, não dava para recusar. Starr continuou com Sheridan por pouco tempo, como ele não gostava do hábito de Sheridan de mudar o set list sem consultar seu grupo de apoio, ele retornou aos Hurricanes. Em 5 de fevereiro de 1962, Best adoeceu e os Beatles tinham que tocar na hora do almoço no Cavern e um concerto no Kingsway Club em Southport. Como os Hurricanes não tinham shows aquele dia, Starr tocou com eles ao vivo pela primeira vez (apesar dele ter gravado com eles em Hamburgo).
Durante a residência dos Hurricanes com Butlins, Lennon e McCartney foram de Liverpool para Skegness, em 15 de agosto de 1962, para convidar Starr a entrar nos Beatles. Logo antes, Starr tinha aceitado entrar para a Kingsize Taylor em Hamburgo, como Taylor tinha oferecido 20 libras por semana, mas Lennon e McCartney ofereceram 25 libras por semana, então Starr aceitou. Lennon e McCartney proporam a Storm para fazer uma troca de bateristas (com Best substituindo Starr), mas Best rejeitou a ideia. De acordo com Epstein em sua autobiografia, Storm foi "Um dos jovens mais animados e mais simpáticos da cena ... ficou muito irritado quando Ringo saiu e reclamou comigo. Pedi desculpa e Rory, com imenso bom humor disse, 'Okay!. Esqueça. Boa Sorte pra todos vocês'". Os Hurricanes ficaram conhecidos por ter uma sucessão de bateristas, incluindo Gibson Kemp, Brian Johnson, John Morrison, Keef Hartley (agosto de 1963), Ian Broad e Trevor Morais. Todos ficaram com o grupo por um curto período antes de deixar a banda.
Apesar de Starr ter entrado para os Beatles, os dois grupos fizeram shows juntos durante 1962, e muitos concertos depois disso. Em 1962, os dois grupos se apresentaram juntos no St. Patrick's Night Rock Gala (Knotty Ash Village Hall) Queen's Hall (Widnes) e com Little Richard no Tower Ballroom. Em 1963, Storm and the Hurricanes participaram de parte de um documentário, "Beat City", que foi produzido pela Associated-Rediffusion Television.

## Personalidade no palco e estilo de vida
Quando Storm tornou-se um cantor profissional, mudou seu nome para Rory Storm e mudou o nome da casa de sua família em Broadgreen para "Hurricaneville" (apesar de ser lembrada como "Stormsville", até mesmo por sua irmã Iris, foi registrada nos Correios como "Hurricaneville" e assim constava na lista telefônica). Storm era conhecido pelas roupas extravagantes que ele usava e os carros que ele andava, uma vez comprou um Vauxhall Cresta rosa por 800 libras em dinheiro. Um jovem certa vez foi abordado por um porteiro na estação ferroviária de Bootle escrevendo "I love Rory" ("Eu amo Rory") nas paredes, e quando questionado, descobriu-se ser o próprio Storm. Os Hurricanes vestiam ternos no palco, mas às vezes Storm vestia um terno e gravata rosas e durante os shows ele andava até o piano e penteava seu cabelo louro com uma grande escova. Seu estilo no palco mudou de óculos escuros e camisetas decoradas para ternos vermelhos e azuis. Storm também usava um terno de lamê dourado, estilo Elvis Presley. Quando eles apareceram pela primeira vez no acampamento de férias de Butlins, Storm usava um terno turco com uma camiseta lamê dourada, enquanto o grupo vestia ternos fluorescentes.
Rod Pont (também conhecido como Steve Day da banda Steve Day and the Drifters) lembra de Storm chegando no Orrell Park Ballroom para um show com uma espinha em seu rosto. Quando falou sobre, Storm tirou um capuz de veludo preto que tinha fendas para os olhos e a boca e tocou o show inteiro com ele. Em um show no Bankfield House Youth Club, Garston, Liverpool, em 1965, a iluminação do palco falhou entre os shows. Storm ficou chateado até que alguém entrou com uma tocha, que Storm usou para encerrar o show. Ele ocasionalmente usava um macaco em alguns shows do grupo, já que isso atraia mais pessoas. Em uma disputa de natação em New Brighton para 1,6 mil pessoas em 1963, Storm subiu no topo de um trampolim, tirou sua roupa deixando apenas um calção e pulou na água para o fim de uma canção. Em janeiro de 1964, durante uma apresentação no Majestic Ballroom, Birkenhead, ele pulou em uma das  colunas que sustentavam o balcão, mas escorregou e caiu 30 pés (9 m) no andar abaixo, fraturando sua perna. Em outra apresentação em New Brighton Pier, Storm fez sua entrada no pavilhão, caindo sobre um vidro através de uma claraboia.
Storm and the Hurricanes receberam mais votos na primeira votação da revista Mersey Beat, mas muitos votos foram anulados porque foram postos no mesmo lugar, ao mesmo tempo e foram escritos com tinta verde; apesar de nunca comprovado, é provável que Storm tenha posto os votos. Dessa maneira, os Beatles chegaram ao topo, com os Hurricanes em quarto, mesmo que os Beatles também tivessem enviado votos extra. Storm era frequentemente fotografado para a revista, como na vez em que estava cercado por enfermeiras quando quebrou a perna durante uma apresentação, ou jogando pelo time de futebol Mersey Beat XI.

## Set listdos Hurricanes
O set list típico de 40 minutos do grupo durante 1963/1964:
- "Brand New Cadillac" – Storm, vocais (Vince Taylor & the Playboys);
- "Roll Over Beethoven" – Storm, vocais (Chuck Berry);
- "I'll Be Your Hero" – Storm, vocais (Taylor & the Playboys);
- "Beautiful Dreamer" – Walters, vocais (Stephen Foster canção reescrita por Gerry Goffin e Jack Keller e lançada por Tony Orlando em janeiro de 1963);[42][43]
- "Since You Broke My Heart" – Walters/Byrne, vocais (The Everly Brothers);[17]
- "America" – Storm, vocais (Leonard Bernstein);
- "Danny" – Storm, vocais (Marty Wilde);
- "Green Onions" (instrumental) (Booker T & the MG's);
- "Down The Line" – Storm, vocais (Jerry Lee Lewis); e
- "Whole Lotta Shakin' Goin On" – Storm, vocais (Jerry Lee Lewis).[17]

Outras músicas incluídas no set eram:
- "Fever" – Walters, vocais (escrita por Eddie Cooley e John Davenport—um pseudônimo de Otis Blackwell);
- "Let It Be Me" – Walters, vocais (Gilbert Bécaud);
- "Summertime" – Walters, vocais (George Gershwin); e
- "Dr Feelgood" – Storm, vocais.

Os Hurricanes gravaram músicas para os dois álbuns This is Mersey Beat da Oriole, mas só lançaram dois singles: "Dr. Feelgood" / "I Can Tell", Oriole (45-CB 1858 12/63) e "America" / "Since You Broke My Heart", Parlophone (R 5197 11/64) que foi produzido por Epstein no IBC Studios em Londres. Epstein também fez backing vocal em "America" e Starr adicionou percussão e cantou. Storm mais tarde pediu a Epstein para administrar o grupo, mas ele recusou. Os Hurricanes mais tarde gravaram duas músicas no Abbey Road Studios em 1964: "Ubangi Stomp" e "I'll Be There", embora nunca tenham sido lançadas.

## Últimos anos e morte

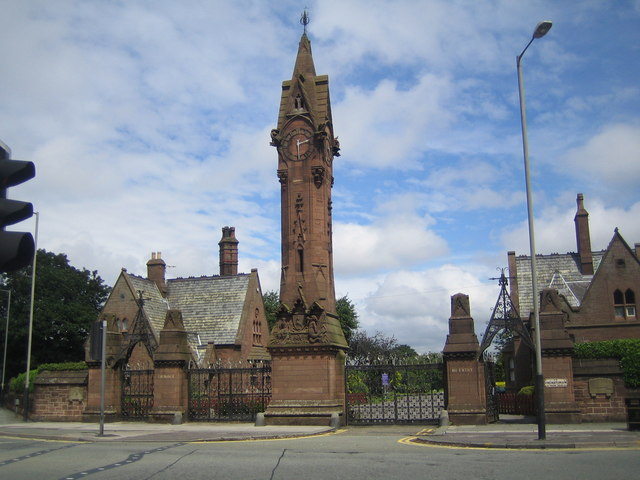
O Anfield Crematorium, onde Storm foi cremado. Suas cinzas foram espalhadas nos jardins do local

Em 1967, aos 26 anos, O'Brien teve um colapso no palco durante um show, e morreu devido a complicações depois de uma operação de apendicite. Storm deu fim aos Hurricanes e tornou-se DJ, trabalhando no Silver Blades Ice Rink em Liverpool, em Benidorm (ele era também instrutor de esqui aquático), em Jersey e Amsterdã. Quando o pai de Storm morreu, ele retornou de Amsterdã para Liverpool para ficar com sua mãe. Ele desenvolveu uma infecção respiratória e não conseguia dormir bem, então tomou algumas pílulas para dormir. Em 28 de setembro de 1972, Storm e sua mãe foram encontrados mortos na Stormsville. A autópsia revelou que Storm tinha álcool e pílulas para dormir em seu sangue (assim como sua mãe) mas não o suficiente para causar sua morte, que foi considerada acidental. Embora não possa ser provado, acredita-se que sua mãe tenha cometido suicídio depois de encontrar o corpo de Storm.
O funeral de Storm e sua mãe foi na Oakvale Congregational Church, Broadgreen, em 19 de outubro de 1972. Mourners cantou a música favorita de Storm, "You'll Never Walk Alone". Os dois caixões foram levados do carro fúnebre para cremação (no Anfield Crematorium) por antigos membros da banda. As cinzas de Storm foram espalhadas na seção 23 do Anfield Crematorium's Gardens of Remembrance. Quando Starr foi questionado sobre a sua não comparência, disse: "Eu não estava lá quando ele nasceu também." Embora Starr tenha se oferecido para gravar Storm quando ele quisesse, Storm não estava interessado em encontrar material novo ou original. Sua irmã disse: "Ele [Storm] estava feliz por ser o rei de Liverpool—ele nunca gostava de fazer turnês, não queria desistir de concorrer aos Pembroke Harriers... e nunca perdia um jogo do Liverpool!".

## Legado
Billy Fury, que Storm encontrou nas audições do Wyvern Club, interpretou um personagem ficcional chamado "Stormy Tempest" (baseado em Storm), no filme That'll Be the Day (1973), que estrelou Starr. Em 1987, um musical foi feito em Liverpool sobre Storm and the Hurricanes, chamado A Need for Heroes.
Ringo Starr homenageou Storm em duas de suas músicas: "Liverpool 8" do álbum Liverpool 8 (2008) e "Rory and the Hurricanes" do álbum Postcards from Paradise (2015).

### Lançamentos póstumos
Em setembro de 2012, foi noticiado que um tape de um show completo dos Rory Storm and the Hurricanes, de 5 de março de 1960 no Jive Hive, tinha sido desenterrado do porão da casa de sua irmã, Iris Caldwell. A gravação foi lançada em CD como Rory Storm And The Hurricanes Live At The Jive Hive – March 1960. Após o lançamento do CD, Ringo Starr afirmou não ser ele tocando bateria neste show, pois já teria entrado para os Beatles na ocasião. Iris Caldwell, no entanto, contesta esta afirmação, declarando que "se não tivesse sido ele (Ringo), Rory teria anunciado e agradecido ao baterista substituto". Historiadores afirmam que, à época da gravação, Ringo ainda fazia parte da banda, pois o show aconteceu em 1960 e Starr apenas teria saído dos Hurricanes em agosto de 1962.

## Discografia

### Singles
- "Dr. Feelgood" / "I Can Tell" (Oriole Records, 1963)[57]
- "America" / "Since You Broke My Heart" (Parlophone, 1964)[58]

### Álbuns
- The Complete Works (lançamento não-oficial, 1994)[59]
- Live at the Jive Hive March 1960 (Rockstar Records, 2012)[60]

### Compilações
- This Is Merseybeat volume 1 (Oriole Records, 1963) (faixas: "Dr. Feelgood" e "Beautiful Dreamer")[61]
- This Is Merseybeat volume 2 (Oriole Records, 1963) (faixa: "I Can Tell")[62]
- Mersey Beat 1962–64 (United Artists, 1974) (faixas: "I Can Tell" e "Dr. Feelgood")[63]
- Unearthed Merseybeat Volume 2 (Viper CD, 2004) (faixa: "Lend Me Your Comb")[64]